# Mrowiec (wzniesienie)
Mrowiec (513 m n.p.m.) – wzniesienie w południowo-zachodniej Polsce, w Sudetach Zachodnich, w Rudawach Janowickch, w paśmie Wzgórz Karpnickich.

## Położenie
Wzniesienie położone jest w Sudetach Zachodnich, w południowo-zachodniej części Rudaw Janowickch, na zachodnim krańcu pasma Wzgórz Karpnickich. Wznosi się na wschód od centrum Mysłakowic.

## Charakterystyka
Wzniesienie o wyraźnie zaznaczonym wierzchołku, stanowiące odosobniony masyw, w postaci wydłużonego kopulastego wzniesienia o stromo opadających północnych i zachodnich zboczach i nieco łagodniejszych południowych i wschodnich. Wznosi się nad prawym brzegiem Jedlicy, pomiędzy Bukowcem po południowo-wschodniej stronie a Mysłakowicami po północno-zachodniej stronie.

## Budowa geologiczna
Zbudowane jest z waryscyjskich granitów. Na szczycie wzniesienia występuje grupa granitowych bloków skalnych, dochodzących do 10 m wysokości oraz duża ilość okazałych kamieni, które w bezładzie prawie na całym wzniesieniu gęsto zalegają wśród skałek. Na południowym zboczu poniżej szczytu znajduje się niewielka zwietrzała granitowa skała Sowi Kamień z żyłami aplitu, jasnej skały magmowej zawierającej kwarc, skaleń i muskowit. Na północno-zachodnim i południowo-wschodnim zboczu oprócz grup skalnych i kamieni występują pojedyncze skały granitowe i niewielkie urwiska skalne.

## Roślinność
Cały szczyt i zbocza porasta las świerkowy z domieszką innych gatunków drzew liściastych. Zbocza poniżej szczytu trawersuje kilka leśnych dróg i ścieżek. Położenie góry, nad doliną Jedlicy, oraz kształt góry i wyraźna część szczytowa, czynią górę rozpoznawalną w terenie.

## Ochrona przyrody
Wzniesienie położone jest na terenie Rudawskiego Parku Krajobrazowego.

## Historia
W pierwszej połowie XIX wieku wzgórze Mrowiec posiadał reformator pruskiej armii, hrabia August von Gneisenau, który rozpoczął planowe kształtowanie okolicznego krajobrazu. Masyw Mrowca ze względu na położenie i walory krajobrazowe objęty został programem kształtowania sentymentalnego krajobrazu, który realizowano wokół letniej rezydencji króla pruskiego. Na zboczach wzniesienia zrobiono wiele ścieżek. Na szczycie wśród głazów wybudowano kamienne schody, wycięto las tworząc niewielką polanę widokową, na której w 1835 r. wzniesiono kamienną wieżę widokową według projektu znanego ogrodnika z Bukowca Walthera. Zbudowano wówczas także duży marmurowy stół z kamiennymi ławami, przy którym spożywano w romantycznej scenerii posiłki. Na krawędzi stołu na kierunku okolicznych miejscowości wykonano napisy z nazwami. Zniszczoną przez miejscową ludność płytę zastąpiono nową, ze specjalnym żelaznym pokrowiecem zabezpieczającym przed rozbiciem. Obecnie, po dawnych zabytkach i budowlach ślad zaginął, drzewa wyrosły i zasłoniły widok na góry i okoliczne miejscowości, zarosła platforma widokowa. Po świetności tego miejsca pozostała pustka i rozsypane kamienie będące szczątkami dawnych schodów i wieży widokowej.

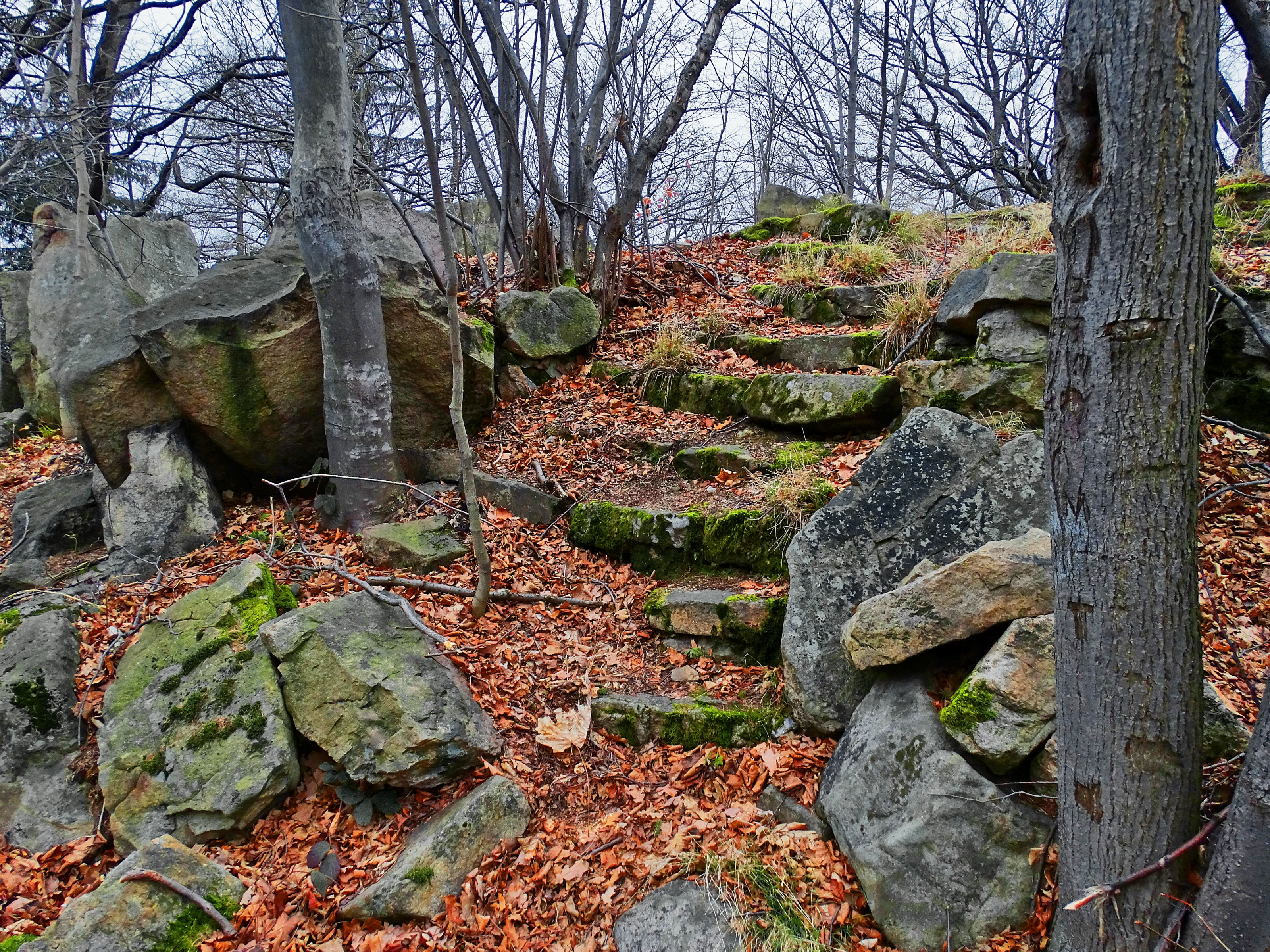
Pozostałości schodów na szczycie

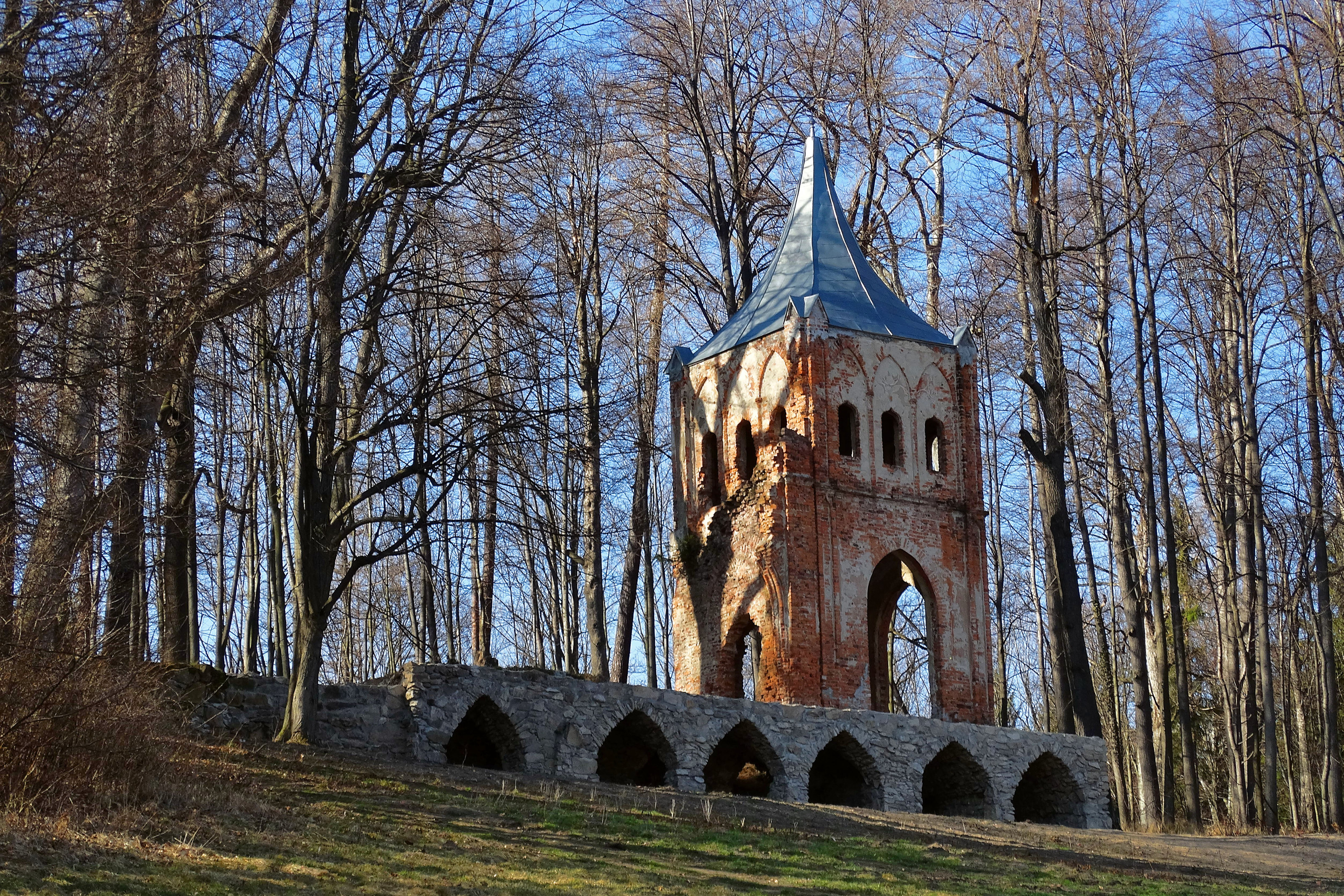
Ruiny Opactwa

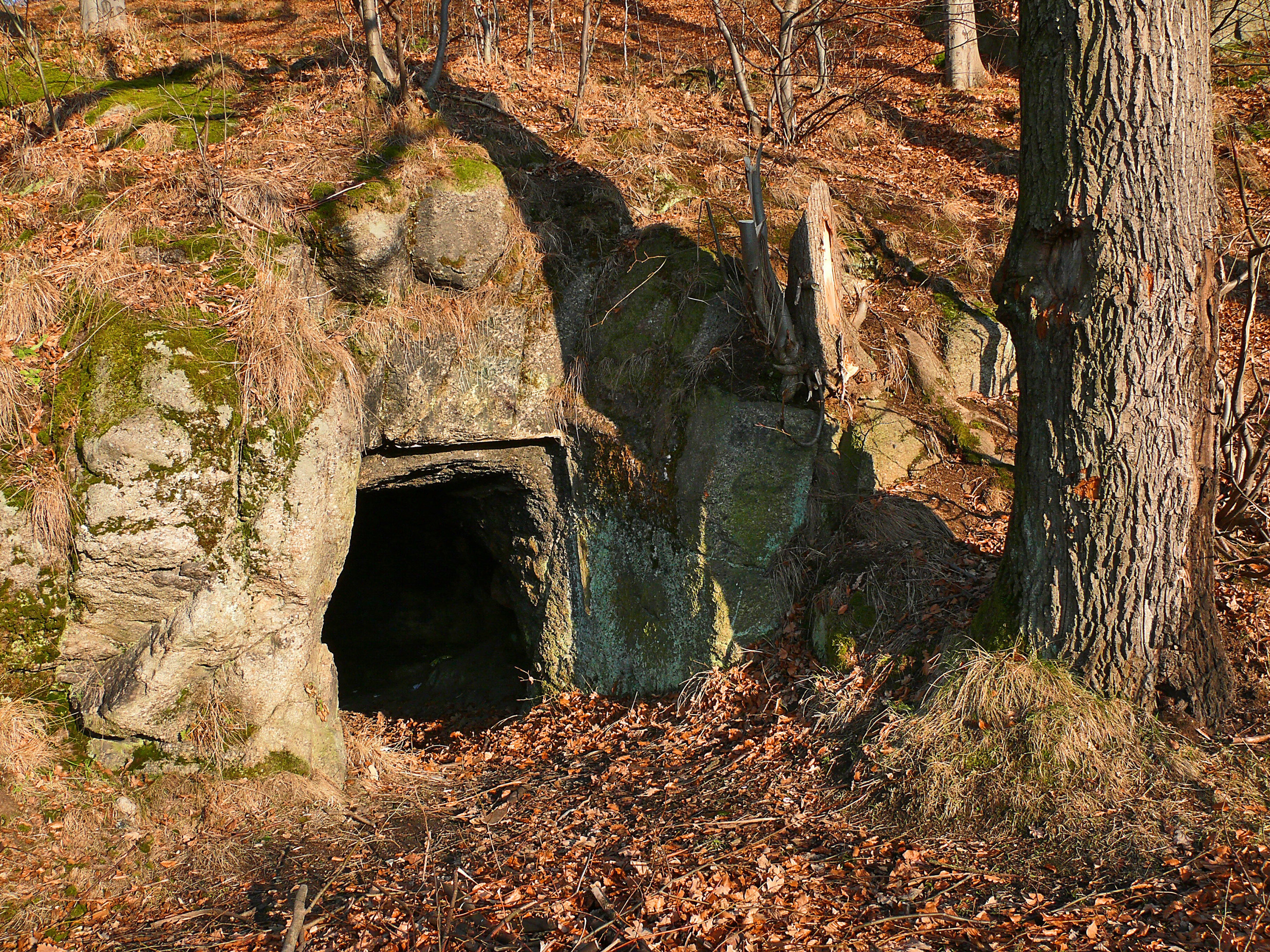
Wejście do groty nad Jedlicą

## Inne
- W XIX wieku skałki na szczycie wyrastały ponad las, a na ich szczycie znajdowała się platforma widokowa.
- Na południowy wschód od szczytu położona jest miejscowość Bukowiec a na zachód Mysłakowice.
- Po południowo-wschodniej stronie u podnóża wzniesienia stoją tzw. ruiny opactwa z 1815 r., poniżej rozcąga się kilka urokliwych stawów a nad Jedlicą znajduje się sztuczna grota wykuta w skale.

## Ciekawostki
- Wzniesienie  stanowiło ulubione miejsce spacerów króla Prus Fryderyka Wilhelma III.
- Hrabia von Reden i hr. Gneisenau oraz król F. Wilhelm III zagospodarowując masyw Mrowca połączyli go z założeniem parkowym w Bukowcu przez co został włączony w obszar parku krajobrazowego.
- Największą atrakcją wzniesienia są dzikie skałki, w skałkach położonych poniżej szczytu spotykane są czarne turmaliny.

## Turystyka
Na szczyt góry prowadzi szlak turystyczny:
- - czerwony, fragment szlaku prowadzącego z Mysłakowic na szczyt i dalej przez Bukowiec na Skalnik.